# Willem Goeree
Willem Goeree (of Wilhelmus) (Middelburg, 11 december 1635 – Amsterdam, 3 mei 1711) was een Nederlandse boekverkoper, uitgever en schrijver uit de 17e eeuw. Hij is voornamelijk bekend door zijn werken over kunsttheorie, maar schreef ook uitvoerig over Bijbelse geschiedenis.

## Biografie
Goeree werd geboren als zoon van de Middelburgse theoloog en arts Hugo Willem Goeree. Zijn vader overleed toen Willem zo’n 7 jaar oud was, waarna hij werd ondergebracht bij familie. In Middelburg werkte Goeree als boekverkoper, en zijn zaak werd als filiaal gebruikt door de Amsterdamse boekverkopersfamilie Van Waesberghe. 
Goeree trouwde met de dochter van zijn werkgever, Elisabeth van Waesberge. Samen kregen zij zeven kinderen, onder wie de graveur en dichter Jan Goeree. Na de dood van zijn schoonvader en zijn vrouw ontstond een slepend conflict over de erfenis van die eerste, wat leidde tot een breuk tussen Goeree en de firma Van Waesberge. Goeree ging zelfstandig verder, en richtte zich steeds meer op het schrijven van boeken. Hij overleed op 3 mei 1711 in Amsterdam.

## Goeree als auteur
Goeree begon zijn carrière als drukker en uitgever, maar is vooral bekend geworden als auteur van boeken, die hij vaak zelf uitgaf.
Goeree staat met name bekend om zijn publicaties op het gebied van tekenkunst, schilderkunst en bouwkunde. Zijn werken getuigen van een diepgaande kennis van de kunst- en architectuurgeschiedenis, evenals van de bouw van het menselijk lichaam. Zijn boeken werden nog lange tijd gebruikt als handboek in het kunstonderwijs, en zijn onder andere vertaald naar het Duits.
Kenmerkend voor Goeree in al zijn werk is zijn gebruik van afbeeldingen. Zijn fascinatie met beeld komt niet alleen naar voren in boeken over kunsttheorie, maar ook in boeken over Bijbelse geschiedenis, waar hij veel moeite doet om de werkelijkheid zo goed mogelijk weer te geven. Vaak leidt dit ertoe dat hij maanden doet over het vinden van een bekwame graveur.
In zijn latere schrijverscarrière ging Goeree zich steeds meer bezighouden met Bijbelse geschiedenis. Zijn eerste eigen uitgave op dit gebied is een bewerking van Peter van der Kun’s Republiek der Hebreeën, geschreven op basis van aantekeningen van zijn vader, Hugo Willem Goeree. Daarna lijkt hij de smaak te pakken te hebben en publiceert nog een aantal werken over dit onderwerp – die door tijdgenoten goed ontvangen worden, zo blijkt uit de bespreking van deze werken in tijdschriften als De Boekzaal van Europe. Goeree schuwt daarbij de controverse niet. De radicaal Adriaen Koerbagh noemt hij weliswaar een “onbeschaamden en plompen Lasteraar”, maar hij onderhoudt nauwe banden met de Spinozist Frederik van Leenhof. Bovendien is Goeree’s vertrek uit Middelburg ingegeven door het feit dat het hem daar, na de Momma-twisten, wat te heet onder de voeten werd.
Goeree is van mening, zoals velen in die tijd, dat God twee boeken heeft geschapen: de Bijbel en het Boek van de natuur (een metafoor voor de natuur, of de wereld om ons heen). Anders dan sommige anderen is hij van mening dat het Boek der Nature net zoveel over de Bijbel kan zeggen als andersom. Om de Bijbel te begrijpen dient men dan ook de natuur en de menselijke geschiedenis te bestuderen. Hij verdiept zich daarom in de geschiedenis van het Oude Nabije Oosten, en schrijft veelvuldig over het Joodse en Egyptische volk. Ook de natuurkunde komt aan bod: zo schrijft hij uitvoerig over de geschiedenis van de aarde, en verklaart gebeurtenissen zoals de Schepping en de Zondvloed aan de hand van geologische theorieën. Deze leent hij met name van mensen als Thomas Burnet, René Descartes en Athanasius Kircher. In zijn latere werk maakt Goeree steeds meer gebruik van penningen als historische bron, en zijn Kerklyke en Weereldlyke Historiën (1705) baseert hij daar vrijwel volledig op.

## Werken
- Inleydinge tot de al-ghemeene teycken-konst (1668) 2nd ed. 1670.
- Inleyding tot de Practyk der Algemeene Schilderkonst (1670).
- Verlichterie-kunde, of recht gebruyck der Water-verwen (1670)
- D’Algemeene Bouwkunde Volgens d’Antyke en hedendaagse Manier (1681).
- Natuurlijk en schilderkonstig ontwerp der menschkunde (1682).
- De Republijk der Hebreën (1684) 4 delen.
- Joodse Oudheden, ofte Voor-bereidselen op de Bybelsche Wysheid (1690) 2 delen.
- Mosaize historie der Hebreeuwse kerke (1700) 4 delen.
- De Kerklyke en Weereldlyke Historiën (1705).